# 阪急380形電車

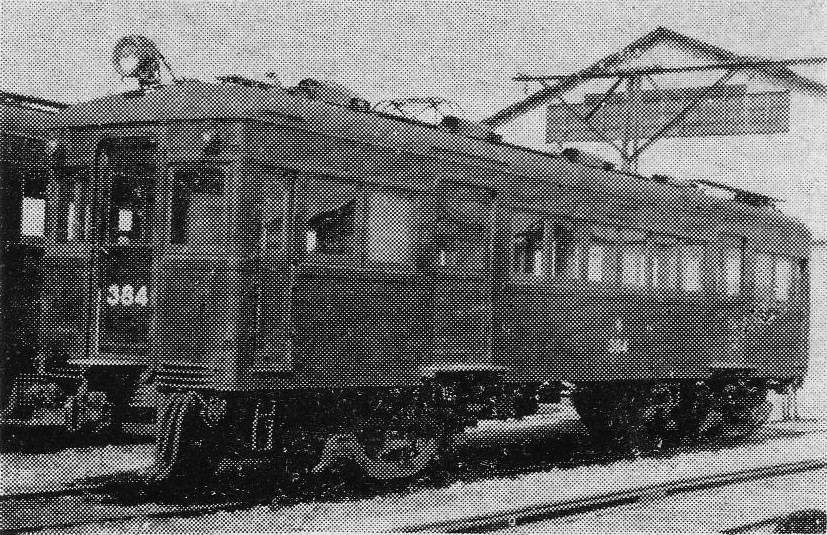
384（1956年3月）

阪急380形電車（はんきゅう380がたでんしゃ）は、かつて阪神急行電鉄及び京阪神急行電鉄（ともに現在の阪急電鉄）に在籍した小型の通勤形電車である。先に宝塚線に登場した320形の増備車として1936年に6両が製造された。

## 概要
1936年10月、380 - 385の6両が川崎車輌で製造された。基本的なデザインは前年に製造された320形を継承しているが、車体や装備機器が320形と大きく異なったことから、新形式の380形を与えられることとなった。
なお、この時期にはすでに神戸線に登場していた920系のTcが950形を名乗っており、現在まで連綿と続く「Tc車及びT車は50以降」という阪急独自の付番ルールが登場しているが、本形式が本来T・Tc車の番号とされる80代の番号を名乗った理由は不明である。

## 車体
320形をベースとした軽量構造の全鋼製車体であるが、車体幅は320形より50mm広く、2,400mmと大型化されている。電気溶接により屋根以外はリベットレスの車体となり、見た目がスマートになった。ウインドシルも阪急初の平帯となった。
車体長は約15m、側面窓配置はd1(1)D6D(1)1d（d：乗務員扉、D：客用扉、(1)：戸袋窓）、前面は320形同様中央に貫通扉を配した3枚窓で、運転台側幕板部に行先方向幕、助士台側幕板部に尾灯を配した両運転台車であるのは320形と同一である。車体重量は20.4tとなり、320形の21.7tから約1.3tの軽量化が達成された。
屋根は320形の中央にガーランド型通風器を一列4基配し、その左右にランボードを巡らせている配置から、ランボードの左右に片側式のガーランド式通風器を4基配置する方式に変更されている。385には試験的に押込形ベンチレータが試用された。
座席は320形同様ロングシートであるが、袖仕切がパイプ式に変更されている。900形に近いイメージの320形とは異なり、翌年神戸線に登場した920系3次車（929形）を先取りしたスタイルで登場した。

## 主要機器
台車は住友金属工業製の鋳鋼製釣り合い梁式台車であるKS-33系(H-44)で、軸受には宝塚線では初となるスウェーデンSKF社製のローラーベアリングを採用した。
主電動機は、300形の宝塚線転入時に、主電動機の搭載基数を4基から2基に半減した際に捻出されたゼネラル・エレクトリック社製GE-240Aを4両に、同等品である芝浦製作所製SE-121Eを残り2両に搭載した。いずれも1時間定格出力82kWであり、300形同様、宝塚線の橋梁の荷重負担能力から1両あたり2基搭載した。
駆動方式は吊り掛け式、制御器は電空カム軸式でゼネラル・エレクトリック社製PC-12と同等の芝浦83-PC-1であった。歯車比は300形と同じ20:55(1:2.75)で、320形に比べるとギア比が高くなっている。ブレーキは320形と同じM三動弁を使用するAMM自動空気ブレーキである。
このように、車体は320形のモデルチェンジ版であったが、性能面では300形に準拠したものであり、本形式及び300形300 - 309と、1938年以降に増備された500形は、51形及び51形と同等の性能を持つ300形310 - 319及び320形と宝塚線所属車両を二分する勢力を築くこととなった。こうしたことから、登場時は本形式と320形との併結及び共通運用はできなかった。

## 規格向上工事まで
320形に続く宝塚線向けの新車となった本形式は、急行から普通まで宝塚線及び箕面線での運用を開始した。48kW×4＝192kWの320形に比べ主電動機1基あたりの1時間定格出力は大幅に向上したものの、前述のように主電動機数が半減したため、車体が軽量化されたとはいえ320形に比べて1両当たりの出力は82kW×2＝164kWと低くなってしまった。この差が如実に現れたのは、現在の大阪駅ガード下及び阪急百貨店内にあった梅田駅を発車して、東海道本線の跨線橋を過ぎた時点で急勾配で高架に駆け上がる際で、軽快に駆け上がる320形とは異なり、本形式や500形はかなり苦しい走りぶりで高架線へ駆け上がっていった。
1939年には320形同様前照灯にフードを取り付けるなどの灯火管制工事を実施している。1943年には385が500形最終増備車のうち連結相手のなかった530と2両編成を組んだが、この際、385は530と連結する大阪側の運転台機器を取り外していた。
本形式も320形同様太平洋戦争末期の空襲にも大きな被害を受けることなく終戦を迎え、戦後まもなく灯火管制用のフードなどが撤去された。戦後の一時期380 - 383の4両が連合軍専用車に指定され、白帯を巻かれた。また、1950年には385が神戸線の800系801-851 - 803-853の3編成とともにアメリカ博覧会のPR塗装に変更され、黄色とマルーンの2色塗装となった。1952年の規格向上工事の際にドア部分にステップを取り付けたことから、車体幅が約2.69mに拡大されている。この前後の運用は、本形式のみで2 - 4両編成を組んだほか、同じ性能を持つ500形や550形と併結して3 - 4両編成を組んだ。

## 610系登場による変化
1954年から1955年にかけて、本形式は51形の610系への機器流用に際して、台車と電装品を610系に供出した。台車は51形が装着していたボールドウィンBW-78-25AA台車の荷重負担能力の関係で、380形のKS-33系を610系に転用し、これに代えて51形から捻出されたボールドウィンBW-78-25AAを装着することになった。電装品の供出により全車制御車化されて今津線に転出、320形編成の中間に従来連結されていた81 - 86に代わって組み込まれることとなった。この時期、本形式の運転台機器は残されていたが、営業運転で先頭に立って運用されたことはない。
320形同様、しばらくは今津線の主力として運用されていたが、1956年2月に発生した庄内事件以降は、小型車の4・5両編成での運行が常態化したことから、本形式は320形ともども中間に1形を組み込んだ500形と交代する形で全車宝塚線に復帰した。
同年10月から1957年4月にかけて1200系の製造に際して電装解除された300形310 - 315の電装品を活用して再電装され、主電動機は芝浦製作所SE-107を4基、制御器はゼネラル・エレクトリックPC-5を装備した。320形や先に51形の電装品に換装された500形と性能の統一が図られたことによって、これらの3形式は併結及び共通運用が可能となった。再電装後、380 - 382の3両が西宮車庫に転属して、再び今津線で運用されたほか、甲陽線での運用を開始した。
1950年代後半から1960年代初頭にかけては本形式と320形、500形の混結で4 - 5両編成を組んだりしたが、本形式は6両と両数が少なく、半数が宝塚線から転出していたことから、比較的まとまった両数のある320形とは異なり、本形式のみの4 - 5両編成はもちろん、本形式の中間に付随車化された1形や300形を組み込んだ4 - 5両編成を組成することはなく、320形や500形の増結用として活用された。その後、宝塚線への1100系や2100系の増備、神戸線への2000系増備による920系の宝塚線転入に伴い1961年10月までに残る3両も西宮車庫に転出、今津線・甲陽線に加えて伊丹線での運用を開始して、これらの支線区が主な運行路線となった。

## ただ1両のみの再起

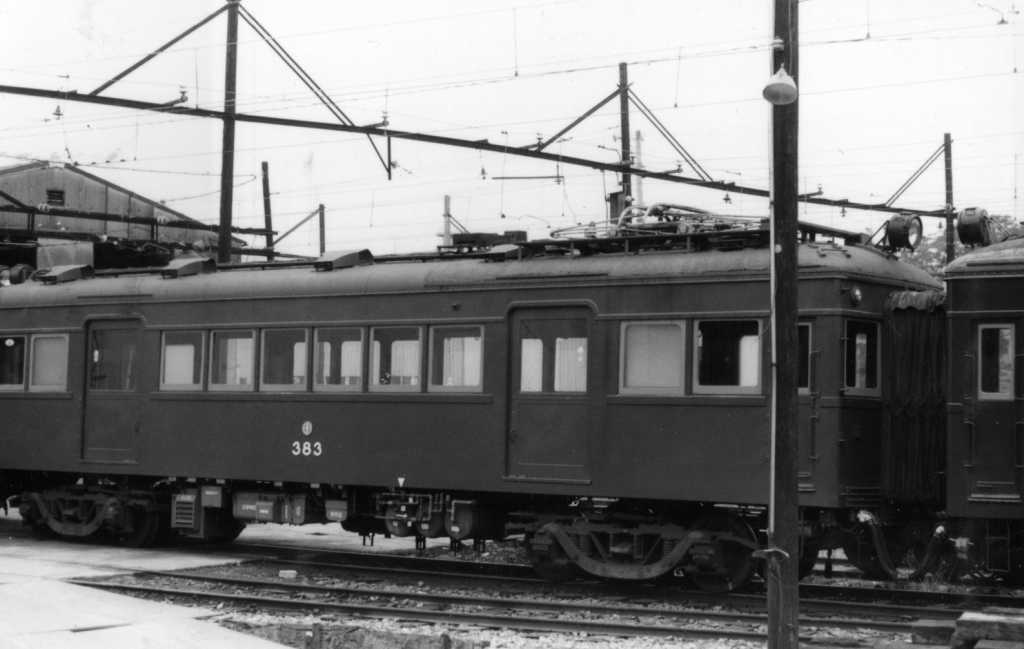
ただ一両だけ再起した383（1976.9.26平野車庫にて撮影）

本形式は、320形や500形と同様、1960年代後半に予定された神宝線の架線電圧1,500Vへの昇圧に際しては昇圧改造の対象外となり、1964年以降昇圧即応車として大量に増備された3000・3100系に置き換えられることとなった。1966年12月まで運用されていたが、昇圧前に500形とともに能勢電気軌道に貸与された。
1967年5月、休車状態のまま能勢電気軌道の平野車庫に搬入されて構内に留置された。この頃の能勢電気軌道では乗客増を見越して、先に運用を開始した320形や本形式のほか500形23両も平野車庫に搬入しており、500形は複線化や路線改良のたびに実施されたダイヤ改正に伴う輸送力増強に際して順次整備の上就役していったが、本形式の就役は後回しとされたまま、留置され続けた。その後、1975年に能勢電において本形式の就役が検討されたものの、長期間屋外に留置されていたために状態が悪く、結局383のみ整備のうえ同年4月1日付で同社に貸与され、他の車両は7月24日付で阪急籍のまま廃車されて現地で解体された。
ただ1両復帰した383は、車内はクリーム色一色に変更されて標識灯を埋め込み形に変更された500･320形と同様の整備（ただし、車内は木目調のままでクリーム色にはなっていない）が行われた。復帰当初こそ先頭に立つ姿が見られたが、列車無線取り付けの際に対象外とされた結果、500形の中間に挟まって5両編成で使用されるようになった。1977年6月に能勢電鉄に譲渡、1979年に車体更新及び中間車化された。この際、特徴ある屋根ベンチレータが500形同様の箱型のものに変更されている。
その後も500形の中間車として使用されていたが、1500系の増備に伴って編成を組んでいた500形とともに1985年8月1日付で廃車された。